# Епархия Адрианотеры
Епархия Адрианотеры (лат. Dioecesis Hadrianotheraea) — упразднённая епархия Константинопольского патриархата, в настоящее время титулярная архиепархия Римско-Католической церкви.

## История
Античный город Адрианотера, который сегодня идентифицируется с археологическими раскопками "Uzuncia yayla", находящимися на территории современной Турции, располагался в диоцезе Азия и с V века был центром одноимённой епархии Константинопольского патриархата. Епархия Адрианотеры входила в митрополию Кизика. В IX веке епархия Адрианотеры прекратила своё существование.
C 1961 года епархия Адрианотеры является титулярной епархией Римско-Католической церкви.

## Греческие епископы
- епископ Патриций (упоминается в 451 году);
- епископ Киприан (упоминается в 553 году);
- епископ Василий (упоминается в 787 году);
- епископ Григорий (упоминается в 879 году).

## Титулярные епископы
- епископ Бронислав Домбровский (24.11.1961 — 25.12.1997).
- вакансия с 1997 года.

## Источник
- Annuario Pontificio, Libreria Editrice Vaticana, Città del Vaticano, 2003, стр. 752, ISBN 88-209-7422-3
- Pius Bonifacius Gams, Series episcoporum Ecclesiae Catholicae, Leipzig 1931, стр. 445  (лат.)
- Michel Lequien, Oriens christianus in quatuor Patriarchatus digestus, Parigi 1740, Tomo I, coll. 771—772  (лат.)
- La Gerarghia Cattolica